# Pretoriase Kunsmuseum

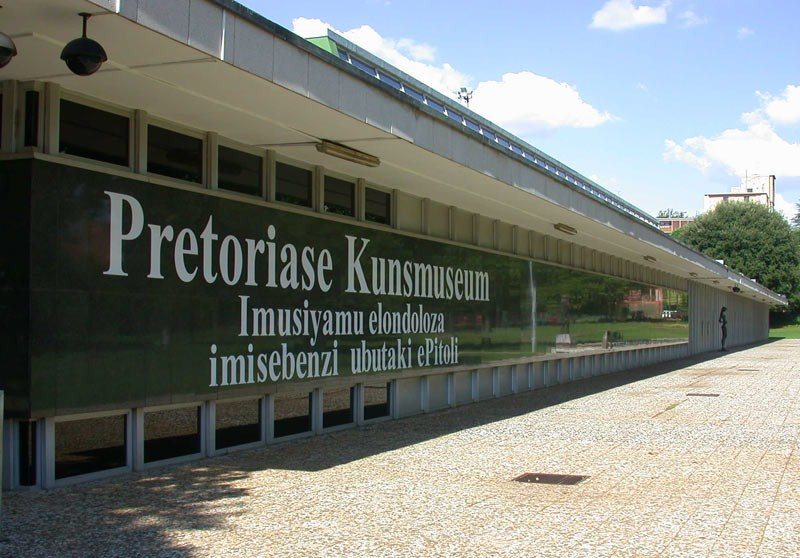
Zijaanzicht van het Pretoriase Kunsmuseum

Het Pretoriase Kunsmuseum is een kunstmuseum in Arcadia in de Zuid-Afrikaanse hoofdstad Pretoria. Het museum ligt in het Arcadiapark aan de Parkstraat en de Schoemanstraat.
Het kunstmuseum is tot stand gekomen met het idee dat de stadsraad van Pretoria zijn kunstcollectie, die ontstond in de jaren dertig van de 20e eeuw, wilde tentoonstellen. Het verschil met kunstmusea in Johannesburg en Kaapstad is dat het kunstmuseum in Pretoria zich vooral richt op Zuid-Afrikaanse kunst, de andere musea hebben een grote collectie Europese kunst.
Het gebouw is gemaakt van beton en glas en werd in 1961 gebouwd; de hoeksteen is op 19 oktober 1962 gelegd door eerste minister Hendrik Verwoerd. Het gebouw werd in een tijd van 18 maanden voor 400.000 rand in modernistische Internationale Stijl gebouwd. Het museum is officieel ingehuldigd op 20 mei 1964 door de toenmalige burgemeester van Pretoria, Dr P.J. van der Walt. Tegenwoordig bezit het museum ook een beeldentuin.

## Wetenswaardig
In september 2017 opende het Zeitz Museum of Contemporary African Art of het Zeitz MOCAA in Kaapstad dat zich uitsluitend richt op hedendaagse Afrikaanse kunst.